# Cuadros
Cuadros település Spanyolországban, León tartományban. Lakosainak száma 2090 fő (2024).

## Földrajza
Cuadros Sariegos, San Andrés del Rabanedo, Rioseco de Tapia, Carrocera, La Robla és Garrafe de Torío községekkel határos.

## Népesség
A település lakosságának változását az alábbi diagram mutatja:
| Lakosok száma | 1696 | 1780 | 1878 | 1926 | 2010 | 1998 | 1986 | 2001 | 2049 | 2090 |
|               | 2001 | 2004 | 2007 | 2009 | 2012 | 2014 | 2017 | 2019 | 2022 | 2024 |